# 馬蘭花
《馬蘭花》是根據同名舞台劇《馬蘭花》改編而成的動畫電影，於2009年上映，由姚光華執導，黎明、林志玲、姚明、周立波等為動畫角色配音。《馬蘭花》在2009年獲中共中央宣傳部選為「慶祝新中國成立六十周年」的五十部獻禮片之一。

## 情節介紹
故事講述馬蘭花的守護神馬郎救了意外墮崖的王老爹，並愛上了王老爹的女兒小蘭。小蘭有一個孿生姊姊大蘭，個性虛榮，被藤妖利用盜取了馬蘭花。最後在大家齊心協力的幫助下，馬郎、小蘭戰勝了藤妖，大蘭也迷途知返，馬蘭山在馬蘭花的庇護下成為人類和動、植物的快樂家園。

## 主要角色
- 馬郎（黎明配音）－年約二十歲，是馬蘭花的守護神，為人勇敢、正直善良，為了追求真正的愛情甘願犧牲。
- 小蘭（陳好配音）－年約十八歲，為人勤勞善良、敢愛敢恨，嚮往純真美好的愛情。
- 大蘭（林志玲配音）－年約十八歲，是小蘭的孿生姊姊，為人懶惰、虛榮、自私、怯懦，喜歡耍小手段佔小便宜。
- 蘭爸（姚明配音）－年約五十歲，以採藥為生，對各種藥物有豐富的認識，並喜歡用中醫藥原理來打比方講道理，是個熱情洋溢的可愛老頑童。
- 藤妖（魏思蘭配音）－為人神經質、心狠手辣，善使陰招，厭惡一切美好的東西，企圖奪取馬蘭花，以實現其毀滅其他動植物霸佔馬蘭山的陰謀。
- 老貓（周立波配音）－大蘭的寵物，個性貪吃、懶惰，有點小聰明，對大蘭忠心耿耿。
- 胖豪（高源配音）－機靈可愛的胖子豪豬，從背上到臀部都長滿了黑白相間的長刺，生氣時長刺會豎起來相互碰撞，敲擊出戰鬥的威脅節奏。
- 八喜（李揚配音）－馬郎的朋友，個性膽小，心地善良，愛說大話。

## 電影歌曲
- 主題曲：《愛是力量》（作曲：吳克羣；填詞：吳克羣；主唱：吳克羣）
- 主題曲：《住在心裏面》（作曲：吳克羣；填詞：吳克羣；主唱：吳克羣）
- 主題曲：《另一半》（作曲：陳小霞；填詞：姚若龍；主唱：許茹芸）
- 插曲：《同手同腳》（作曲：溫嵐；填詞：溫嵐；主唱：溫嵐）

## 獎項
以下是電影《馬蘭花》的獲獎及提名紀錄：
- 2009年7月，榮獲《第六屆中國(常州)國際動漫藝術周》－評審會特別獎[6]
- 2009年10月，榮獲《第二十七屆中國電影金雞獎》－最佳美術片[7]
- 2009年10月，獲提名為《第十三屆中國電影華表獎》－優秀卡通片獎
- 2009年10月，榮獲《第四屆中國吉林國際動漫大展》－最佳電影卡通片獎、最佳音樂獎[8]
- 2009年11月，榮獲《第二屆廈門國際動漫節》「金海豚獎」－最佳影視動畫電影[9]
- 2009年11月，獲提名為《第十屆四川電視節》「金熊貓獎」－最佳影院卡通片獎
- 2009年11月，榮獲《首屆中國十大最具產業價值》－影視動畫作品獎[10]
- 2009年12月，榮獲2009年《中國動畫年會》－影視動畫推薦作品[11]
- 2009年12月，榮獲《第二屆中國文化遺產動漫大賽》－動畫(社會組)二等獎[12]
- 2010年6月，獲提名為《第十六屆上海電視節》「白玉蘭獎」－最佳國產卡通片
- 2010年4月，榮獲《第六屆中國國際動漫節》「美猴獎」－最佳中國動畫長片大獎[13]
- 2010年8月，獲提名為《天下動漫風雲榜》－十大年度動漫作品
- 2012年1月，榮獲《中國文化藝術政府獎首屆動漫獎》－最佳動畫電影獎[14]